# Radu Roșca
Radu Roșca (n. 1908, Condeești, România – d. 2005) a fost un matematician francez de origine română, membru de onoare al Academiei Române (din 2001).